# Gilbert Romme
Charles Gilbert Romme (Riom, 26 marzo 1750 – Parigi, 17 giugno 1795) è stato un politico e matematico francese che sviluppò il calendario rivoluzionario.

## Biografia
Figlio di un procuratore del siniscalcato dell'Alvernia che morì nel 1765 lasciando la vedova e i sei figli in povertà, Gilbert studiò dagli Oratoriani di Riom mostrando buone attitudini per la matematica, ma scelse di studiare medicina a Parigi. Qui frequentò i circoli illuministi e conobbe il conte Aleksandr Stroganov, che lo scelse come precettore del figlio Pavel. Così, senza aver concluso i suoi studi di medicina, Romme si trasferì nel 1779 a Pietroburgo, dove trascorse cinque anni e poi viaggiò, secondo i canoni del "Grand Tour" pedagogico educativo, con l'allievo in Germania, Svizzera e Italia, ritornando entrambi a Parigi nel febbraio del 1789.
Romme entrò nella vita politica partecipando agli eventi della Rivoluzione francese. Con Pavel Stroganov assistette alle sedute dell'Assemblea nazionale costituente e accolse con entusiasmo, la notte del 4 agosto 1789, l'abolizione del regime feudale. Nel gennaio del 1790 Romme fondò a Parigi, insieme a Théroigne de Méricourt, di cui frequentava il salotto, la Société des amis de la loi (Società degli amici della legge), che ebbe una ventina di soci, tra i quali Maret e Méjan, ma durò pochi mesi.

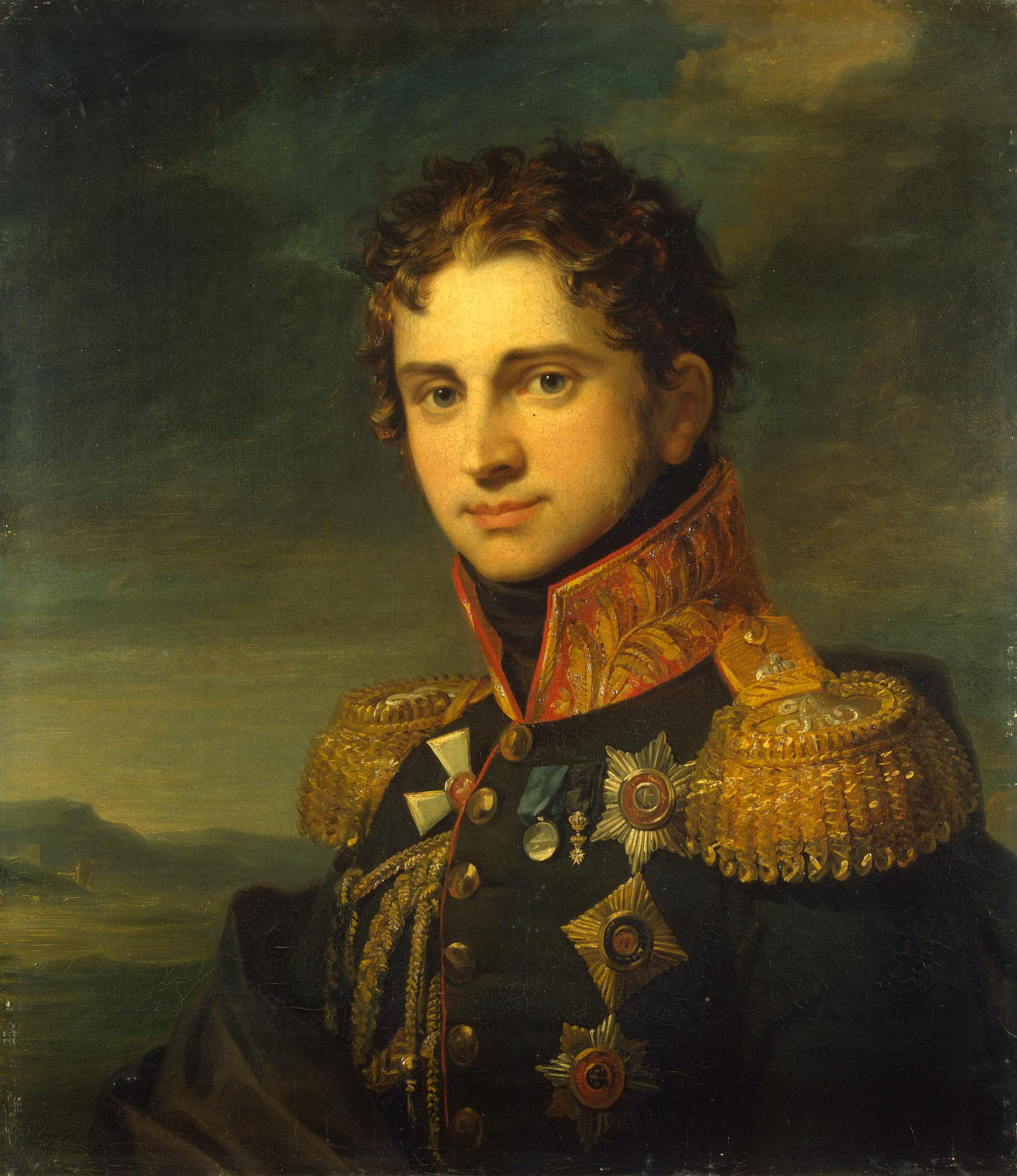
George Dawe, Pavel Stroganov

La società era favorevole alla Costituzione civile del clero e all'eguaglianza dei diritti tra i sessi. Una volta sciolta, Romme e Stroganov aderirono al Club dei Giacobini e poi, nell'estate del 1790, partirono per l'Alvernia, ma dalla Russia Caterina II impose il rientro di Pavel Stroganov, che fu confinato in campagna fino alla morte della zarina.
A Riom Romme, divenuto presidente della Société populaire, che assicurava con la collaborazione della municipalità e i comitati di sorveglianza l'applicazione delle leggi e denunciava i controrivoluzionati, si legò a Couthon e a Soubrany. Come deputato del Puy-de-Dôme, nel settembre del 1791 fu eletto alla Assemblea nazionale legislativa, dove condivise il programma politico dei Girondini dichiarandosi a favore della guerra, ma occupandosi soprattutto d'istruzione, con un progetto di scuola pubblica obbligatoria e gratuita per i bambini dei due sessi di tutte le classi sociali. Propose anche di creare dei Giochi olimpici per festeggiare la nascita della Prima Repubblica Francese, che vennero chiamati poi Olympiade de la République e si tennero dal 1796 al 1798.
Approvò la fine della monarchia e, rieletto 6 settembre 1792 alla Convenzione Nazionale, sedette dapprima con i deputati della "Palude" ma accentuò ben presto la sua evoluzione verso le posizioni radicali dei Montagnardi, votando con loro la condanna a morte di Luigi XVI e contro la messa in stato d'accusa di Marat. Continuò a occuparsi prevalentemente dell'istruzione, appoggiando il progetto del convenzionale Bouquier, approvato il 19 dicembre 1793. Romme fece anche sopprimere l'Istituto femminile di Saint-Cyr, in quanto «covo di aristocratiche», e chiudere l'École des Beaux-Arts.
Il 14 novembre 1793 fece decretare il trasferimento dei resti di Marat al Panthéon ed appoggiò il culto della dea Ragione voluto da Chaumette. Presidente della Convenzione Nazionale dal 21 novembre al 6 dicembre 1793, Romme partecipò al Comité de l'instruction publique (Comitato per la Pubblica Istruzione), dove presiedette la commissione scientifica, alla quale parteciparono Joseph-Louis Lagrange, Gaspard Monge, Joseph Jerôme de Lalande, Pierre Simon Laplace ed altri, per la progettazione e lo sviluppo del nuovo calendario repubblicano che fu approvato il 5 ottobre 1793. All'abbé Grégoire che gli chiedeva a cosa servisse il nuovo calendario, Romme rispose: «A sopprimere la domenica». Romme dichiarò che il tempo nuovo determinato dalla Rivoluzione doveva «incidere con un nuovo bulino gli annali della Francia rigenerata», rinnegando «l'era volgare, era della crudeltà, della menzogna, della perfidia, della schiavitù; essa è finita con la monarchia, fonte di tutti i nostri mali».
L'estremizzazione della repressione giacobina durante il Terrore, segnata dall'approvazione della maggioranza dei membri del Comitato di salute pubblica e della Convenzione nazionale della legge del 22 pratile anno II (10 giugno 1794) che sanciva la privazione per gli accusati del diritto di difesa e di ricorso in appello nel Tribunale rivoluzionario, fu all'origine del colpo di stato del 9 termidoro dell'anno II (27 luglio 1794), che portò alla caduta di Robespierre e all'ascesa dei Termidoriani, omogeneo di gruppo di moderati, di ex fautori accaniti del Terrore timorosi di essere puniti da Robespierre stesso per i loro eccessi, e anche di "terroristi" che temevano paradossalmente una svolta moderata del gruppo robespierrista.

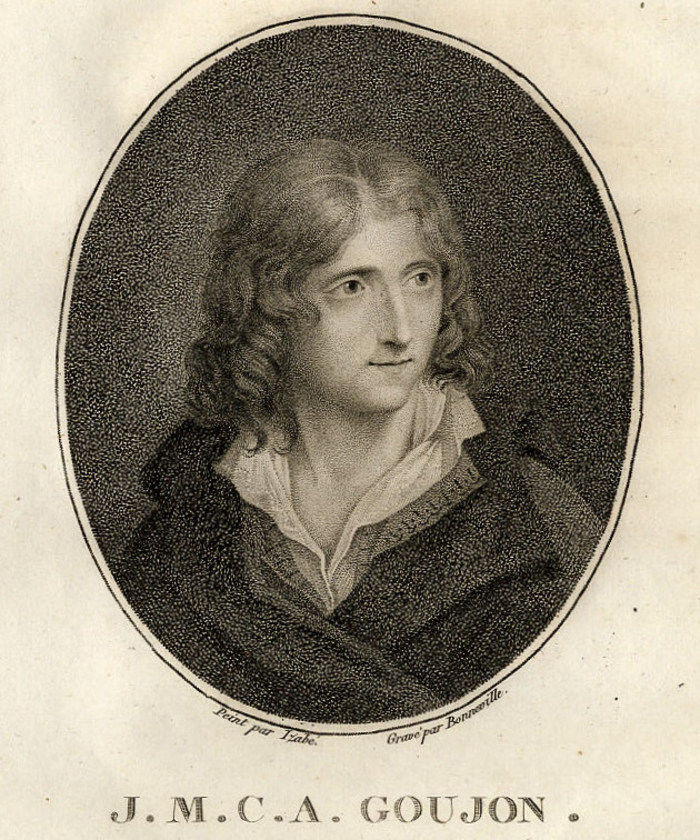
François Bonneville, Jean-Marie Goujon

Romme si oppose alla legge del 22 pratile ed era assente da Parigi il 9 termidoro, essendo dal 23 febbraio al 25 settembre del 1794 in missione nel Sud-Ovest della Francia. Fu probabilmente favorevole al colpo di Stato, ma guardò con preoccupazione alla reazione moderata che ne seguì, e si oppose alla legge del 3 ventoso dell'anno III (21 febbraio 1795) che stabiliva la separazione tra Stato e Chiesa, vedendovi, in assenza di un controllo dello Stato, la possibilità di un ritorno dell'influenza del cattolicesimo nella vita pubblica francese. Si avvicinò quindi ai Giacobini più irriducibili, che pure avevano contribuito al Termidoro, quali Bertrand Barère, Collot d'Herbois e Jacques Nicolas Billaud-Varenne. Nel novembre 1794 i capi Termidoriani Paul Barras e Louis-Marie-Stanislas Fréron chiusero a forza il Club dei Giacobini.

### Processo e suicidio
Il 18 ventoso (8 marzo 1795) sposò la vedova di un patriota con la quale conviveva da tempo e che attendeva un figlio da lui. Quando i sanculotti, già ribellatisi il 12 germinale (1º aprile 1795) chiedendo pane e il ripristino della costituzione giacobina, occuparono con la forza la Convenzione nazionale termidoriana il 1° pratile dell'anno III (20 maggio 1795), decapitando il deputato Féraud, Romme si schierò a favore delle loro richieste e per questo fu arrestato, assieme ad altri dodici montagnardi, su mozione di Bourdon de l'Oise e di Tallien, due ex giacobini termidoriani.

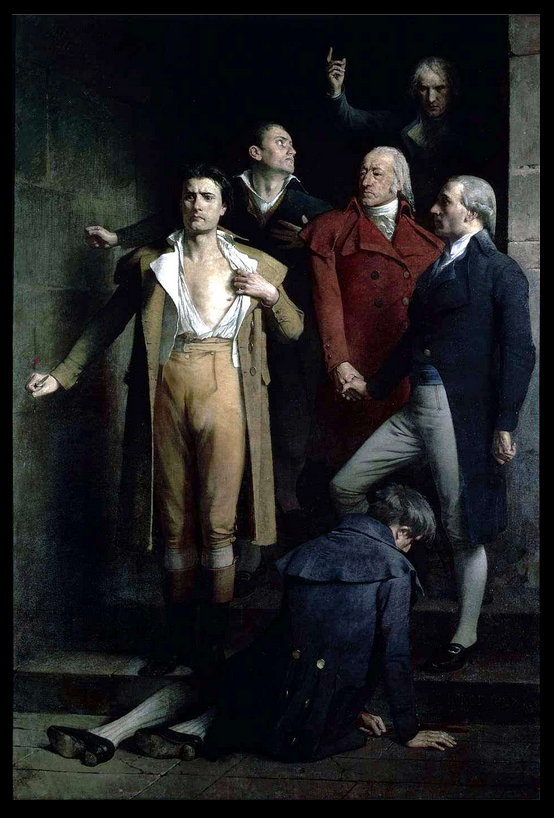
Charles Ronot, Gli ultimi montagnardi, dipinto raffigurante Romme e i suoi compagni.

I tredici imputati furono processati il 20 pratile (8 giugno). Nella sua difesa, Romme dichiarò: «Il mio ultimo respiro sarà per la Repubblica una, indivisibile, fondata sull'eguaglianza e la libertà [...] verserò io il mio sangue per la Repubblica ma non darò ai miei nemici la soddisfazione di spargerlo». Così aveva giurato di fare con gli altri imputati. Infatti, il 29 pratile dell'anno III (17 giugno 1795), condannato con Goujon, Duquesnoy, Bourbotte, Duroy e Soubrany alla ghigliottina, Romme prese il coltello con il quale Goujon si era già colpito e si pugnalò ripetutamente al collo e al petto, lasciando con un ultimo sforzo l'arma a Duquesnoy. Bourbotte, Duroy e Soubrany non ebbero il tempo di uccidersi e furono immediatamente ghigliottinati. «Furono gli Ultimi Romanorum», scrisse Thomas Carlyle.
Romme venne sepolto in una fossa comune dell'antico Cimitero degli Errancis, insieme ai compagni condannati.

## Scritti
- Correspondance, 2 voll., Clermont-Ferrand, Presses universitaires Blaise Pascal Clermont-Ferrand II, 2006 ISBN 2-84516-309-6